# こいぬ座ゼータ星
こいぬ座ζ星（こいぬざゼータせい、ζ Canis Minoris、ζ CMi）は、こいぬ座の単独星である。見かけの等級は5.13と、暗いが肉眼でみることができる明るさである。年周視差に基づいて太陽からの距離を計算すると、およそ815光年である。

## 外見

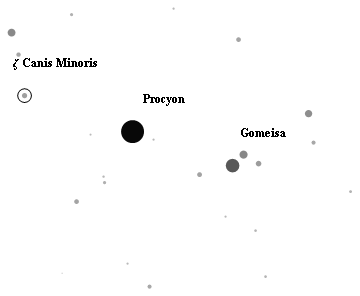
こいぬ座の星図。左の丸で囲んだ星がこいぬ座ζ星。

こいぬ座ζ星は、プロキオンを挟んで、こいぬ座β星（ゴメイサ）のほぼ正反対の位置にみえている。こいぬ座β星と色合いもほぼ同じだが、見かけの明るさはこいぬ座ζ星の方が2等暗い。

## 特徴
こいぬ座ζ星は、スペクトル型がB8 IIと分類され、これはB型輝巨星であることを表す。こいぬ座ζ星の光球面の有効温度は約12089 Kで、光度は太陽のおよそ490倍、質量は太陽の4倍程度と見積もられる。また、こいぬ座ζ星は化学特異星の一種である水銀・マンガン星に位置づけられ、酸素やマグネシウムは太陽組成と比べて欠乏しているが、リン、マンガン、水銀は太陽組成と比べて過剰で、水銀・マンガン星の一般的な組成の特徴と合致する。